# مرتس‌هایم
مرتسهایم (به آلمانی: Mertesheim) یک شهر در آلمان است که در باد دورکهایم واقع شده‌است. مرتسهایم ۴۱۴ نفر جمعیت دارد.